# Бузиновка (Донецкая область)
Бузиновка (укр. Бузинівка) — село в Александровской поселковой общине Краматорского района Донецкой области Украины.

## Общие сведения
Население по переписи 2001 года составляло 32 человека. Почтовый индекс — 84051. Телефонный код — 6269.